# Aubarés
Aubarés (o Albarés) és una partida de l'Horta de Lleida, de Lleida.
L'origen del seu nom és desconegut, però cal suposar faci referència a la presència abundant d'àlbers.
Apareix per primer cop en documents de l'any 1168 citant una torre que hereta l'Ecclesiae Illerdensis.
En texts del 1182 on hom pot llegir que el territorio d'Albarés afrontava amb la cequia vetera.
Antic poble de contribució de Lleida d'origen preibèric, esdevingué parròquia de Lleida: Sant Pere d'Albarés.
Es despoblà amb els desastres nacionals del segle xvii (Guerra dels Segadors i epidèmia de pesta); i es repoblà a mitjans del segle xx per l'Instituto Nacional de Colonización.
Partida històrica, es troba des de principis del Segle XXI gairebé totalment engolida per l'ampliació cap a l'oest del barri de La Bordeta.
Entre les seves instal·lacions, cal destacar el Parc i Museu de l'aigua de Lleida.
Disposa de transport públic municipal, línia L13 - Cappont.
Limita: 
- Al nord i a l'est amb el barri de La Bordeta.
- Al sud amb la partida de La Femosa.
- Al sud-est amb la partida de Pla de Lleida.
- A l'oest amb la partida de La Copa d'Or.

## Geografia
|              |           | La Bordeta    |
| La Copa d'Or |           |               |
|              | La Femosa | Pla de Lleida |